# جابر ابو حسین
جابر ابو حسین (انگلیسی: Jaber Abu Hussein؛ ۱۹۱۳ – ۱۹۹۲) موسیقی‌دان اهل مصر بود.